# 1657
1657 (MDCLVII) var ett normalår som började en måndag i den gregorianska kalendern och ett normalår som började en torsdag i den julianska kalendern.

## Händelser

### Januari
- 8 januari – Georg II Rákóczy av Siebenbürgen (Transsylvanien), angriper Polen med en stor här.
- 11 januari – Danzigborna bränner ner förstäderna till staden.

### Februari
- 11 februari – Polackerna upphäver belägringen av Kraków.
- 23 februari – Den danska herredagen beviljar medel för krig mot Sverige.
- 27 februari – Svenskarna spränger dammarna utanför Danzig.

### Mars
- 2 mars – En storbrand bryter ut i Edo som ödelägger staden och dödar tiotusetals invånare.[1]
- 12 mars – Karl X Gustav inleder ett resultatlöst krigståg mot södra Polen.

### April
- 1 april – Karl X Gustavs här förenas med Rákóczys på 50.000 man.
- 12 april – Österrikarna innesluter det av svenskarna hållna Kraków.

### Maj
- 6 maj – Svenskarna erövrar Brest-Litovsk från ryssarna.
- 13 maj – Svenskarna intar Brzesc.
- 14 maj – Polackerna genomför ett stort utfall från Danzig mot svenskarna.
- 22 maj – Österrike ansluter sig officiellt till Sveriges fiender och ingriper i polska kriget. Man skickar en ny här mot Kraków.

### Juni
- 5 juni – Danmark förklarar Sverige krig.
- 7 juni – Danska förstärkningar från Själland kommer till redden utanför Danzig.
- 16 juni – Danskarna, under befäl av Bille, går in i det svenska Bremen och erövrar det.
- 20 juni – Karl X Gustav får reda på den danska krigsförklaringen.
- 23 juni – Svenska hären kan, utan att förlora ansiktet, lämna Polen och gå mot Danmark, varför den bryter upp från Thorn och tågar västerut.

### Juli
- 2 juli – Svenska hären intågar i Stettin i Pommern.
- 8 juli
  - Svenskarna besegrar ryssarna i slaget vid Walk.
  - Siebenbürgarna besegras av polackerna i slaget vid Jaworow.
- 18 juli – Svenskarna besegrar danskarna i slaget vid Ängelholm.
- 21 juli – Georg II Rákóczy sluter fred med Polen och lämnar kriget.

### Augusti
- 1 augusti – Svenskarna försöker erövra ryssarnas huvudläger vid Lava, men misslyckas.
- 6 augusti – Svenskarna har återtagit Bremen från danskarna och börjar nu belägra det danska fästet Itzehoe.
- 10 augusti – Svenskarna erövrar Itzehoe. Samma dag påbörjar de en belägring av fästet Frederiksodde.
- 13 augusti – Svenskarna i Krakow kapitulerar för polackerna och österrikarna.
- 21 augusti – Ryssarna innesluter Riga.
- 31 augusti – Svenskarna besegrar danskarna i slaget vid Genevadsbro.

### September
- 12–13 september – Slaget vid Møn, mellan svenska och danska flottorna, slutar oavgjort.
- 17 september – Kurfursten av Brandenburg sluter stillestånd med polackerna.
- 27 september – Svenskarna besegras av danskarna i slaget vid Hjärtum.

### Oktober
- 3 oktober – Svenskarna besegras av danskarna i slaget vid Kattarp.
- 24 oktober – Svenskarna stormar den danska fästningen Frederiksodde. Sedan denna är intagen kan de erövra hela Jylland.

### November
- 5 november – Ett fredsavtal sluts mellan Brandenburg och Polen, varvid Brandenburg sluter sig till Sveriges fiender och kurfursten erkänns som herre till Ostpreussen.
- Slutet av november – En lokal gränsfred sluts mellan svenskarna och ryssarna i Kajana friherreskap.

### December
- 10–11 december – Ryssarna erövrar Marienburg.

### Okänt datum
- Carl Gustaf Wrangel blir ny svensk riksamiral.
- Norrmännen under general Iver Krebbe riktar ett anfall mot Västergötland. De drivs snart på flykten och får istället försvara Bohuslän mot svenskarna.
- Jämtland återtas tillfälligt av norrmännen under Jörgen Bielke.
- Före detta drottning Kristina vistas i Frankrike där hon börjar underhandla om Neapels krona.
- Johan Palmstruch öppnar Sveriges allra första affärsbank, Stockholm Banco.
- Sverige drabbas av pesten.

## Födda
- 11 juli – Fredrik I, kung av Preussen 1701–1713 och kurfurste av Brandenburg 1688–1713.
- 12 november – Anna Dorothea av Sachsen-Weimar, regerande tysk abbedissa.

## Avlidna
- 10 maj – Gustaf Horn, svensk greve, militär, fältmarskalk och riksråd, riksmarsk sedan 1653.
- 3 juni – William Harvey, brittisk vetenskapsman, upptäckare av blodomloppet 1628.
- 16 augusti – Giuliano Finelli, italiensk skulptör.
- 13 september – Jacob van Campen, nederländsk arkitekt och konstnär.
- 27 september – Olimpia Maidalchini, italiensk politiker
- 23 oktober – Erik Karlsson Gyllenstierna, svenskt riksråd.
- 5 december – Johan Axelsson Oxenstierna, svensk greve och statsman.
- Orazio Torriani, italiensk barockarkitekt.

### Fotnoter
1. ↑  Travel Tokyo (läst 3 april 2011) Arkiverad 16 april 2016 hämtat från the Wayback Machine.